# Саїд Бенрахма
Мохамед Саїд Бенрахма (фр. Mohamed Saïd Benrahma; нар. 10 серпня 1995 року, Айн-Темушент, Алжир) — алжирський футболіст, гравець футбольного клубу «Вест Гем Юнайтед» та національної збірної Алжиру. На умовах оренди грає за «Ліон».

## Кар'єра

### Ніцца
Бенрахма дебютував у сезоні 2013-14 під керівництвом Клода Пюеля. У цьому сезоні він провів 5 матчів. Наступного сезону він провів лише три матчі, але забив свій перший гол за команду. За цей період кар'єри він найчастіше виступав за друний склад «Ніцци». Щоб отримувати більше ігрової практики гравець був відправлений у оренду в «Анже», а у подальших сезонах до команд гругої французької ліги «Газелек» та «Шатору».

### Брентфорд
6 липня 2018 року перейшов до команди «Брентфорд», яка вистує у другому футбольному дивізіоні Англії. Гравець підписав контракт на чотири роки, а сума трансферу склала приблизно £2.7 млн. 14 серпня 2018 року гравець відзначився у кубковому матчі проти Саутенд Юнайтед своїм першим голом за нову команду. 29 вересня у матчі проти «Редінга», вперше в кар'єрі був видалений. Згодом Бенрахма отримав травму та повернувся до ігор на початку зими. Цей період гравець провів дуже вдало, забивши 9 голів у 14 матчах. Він двічі був номінований на найкращого гравця місяця (січень 2019 та лютий 2019). Окрім цього один із голів, який він забив у ворота «Галл Сіті», був визнаний найкращим голом місяця (лютий 2019). Згодом цей гол було обрано найкращим голом команди у сезоні. Через травму коліна, яку гравець отримав на початку квітня, він був змушений достроково завершити сезон.
Гравець пропустив період підготовки команди до сезону, а повернувся аж у середині серпня. Другий рік у команді склався для гравця дуже вдало. У 46 матчах він забив 17 голів, у тому числі два хет-трики. По закінченню чемпіонату він був визнаний найкращим гравцем команди, а також був включений у символічну збірну чемпіонату. За успішну гру на стадії плей-оф у чемпіонаті, Бенрахма отримав нагороду найкращого гравця місяця (липень 2020).
У наступномі сезоні гравець мав бажання покинути команду, через що виник конфлікт між ним та клубом. Головний тренер Томас Франк відсторонив його від команди. Свій перший матч у сезоні гравець зіграв аж 26 вересня 2020 року, вийшовши на заміну.

### Вест Гем
16 жовтня 2020 року гравець перейшов до складу «Вест Гем Юнайтед» на правах оренди, з подальшим обов'язковим викупом. У січні 2021 року гравець підписав повноцінний контракт із новою командою. Сума трансферу склала £25 млн., що стало третім найдорожчим трансфером у історії «Вест Гем Юнайтед».

## Статистика виступів

### Статистика клубних виступів
Станом на 29 січня 2021 року
| Сезон                 | Команда               | Чемпіонат             | Чемпіонат | Чемпіонат | Кубок  | Кубок | Кубок | Континентальні кубки | Континентальні кубки | Континентальні кубки | Інші змагання | Інші змагання | Інші змагання | Усього | Усього |
| Сезон                 | Команда               | Ліга                  | Ігор      | Голів     | Ліга   | Ігор  | Голів | Ліга                 | Ігор                 | Голів                | Ліга          | Ігор          | Голів         | Ігор   | Голів  |
| --------------------- | --------------------- | --------------------- | --------- | --------- | ------ | ----- | ----- | -------------------- | -------------------- | -------------------- | ------------- | ------------- | ------------- | ------ | ------ |
| 2013–14               | «Ніцца»               | Л1                    | 5         | 0         | КФ+КФЛ | 0     | 0     | ЛЄ                   | 0                    | 0                    | -             | -             | -             | 5      | 0      |
| 2014–15               | «Ніцца»               | Л1                    | 3         | 1         | КФ+КФЛ | 0     | 0     | -                    | -                    | -                    | -             | -             | -             | 3      | 1      |
| 2015–16               | «Ніцца»               | Л1                    | 9         | 2         | КФ+КФЛ | 0+1   | 0     | -                    | -                    | -                    | -             | -             | -             | 10     | 2      |
| Усього за «Ніццу»     | Усього за «Ніццу»     | Усього за «Ніццу»     | 17        | 3         |        | 1     | 0     |                      | -                    | -                    |               | -             | -             | 18     | 3      |
| 2015–16               | «Анже»                | Л1                    | 12        | 1         | КФ+КФЛ | 1     | 0     | -                    | -                    | -                    | -             | -             | -             | 13     | 1      |
| 2016–17               | «Газелек»             | Л2                    | 15        | 3         | КФ+КФЛ | 0     | 0     | -                    | -                    | -                    | -             | -             | -             | 15     | 3      |
| 2017–18               | «Шатору»              | Л2                    | 31        | 9         | КФ+КФЛ | 3     | 3     | -                    | -                    | -                    | -             | -             | -             | 34     | 12     |
| 2018–19               | «Брентфорд»           | ФЛ                    | 38        | 10        | КА+КФЛ | 4+3   | 0+1   | -                    | -                    | -                    | -             | -             | -             | 45     | 11     |
| 2019–20               | «Брентфорд»           | ФЛ                    | 46        | 17        | КА+КФЛ | 0     | 0     | -                    | -                    | -                    | -             | -             | -             | 46     | 17     |
| 2020–21               | «Брентфорд»           | ФЛ                    | 2         | 0         | КФЛ    | 1     | 2     | -                    | -                    | -                    | -             | -             | -             | 3      | 2      |
| Усього за «Брентфорд» | Усього за «Брентфорд» | Усього за «Брентфорд» | 86        | 27        |        | 8     | 3     |                      | -                    | -                    |               | -             | -             | 94     | 30     |
| 2020–21               | «Вест Гем Юнайтед»    | ПЛ                    | 12        | 0         | КА     | 2     | 0     | -                    | -                    | -                    | -             | -             | -             | 14     | 0      |
| Усього за кар'єру     | Усього за кар'єру     | Усього за кар'єру     | 173       | 43        |        | 15    | 6     |                      | 0                    | 0                    |               | 0             | 0             | 188    | 49     |

## Титули та досягнення
- Переможець Ліги конференцій УЄФА (1):

«Вест Гем Юнайтед»: 2022–23